# Sansevieria trifasciata
Sansevieria trifasciata es una especie del género Sansevieria originaria del oeste de África tropical hasta Nigeria y al este de República Democrática del Congo.
En el 2017 las especies del género Sansevieria fueron incluidas en el género Dracaena con base en estudios moleculares de su filogenia.

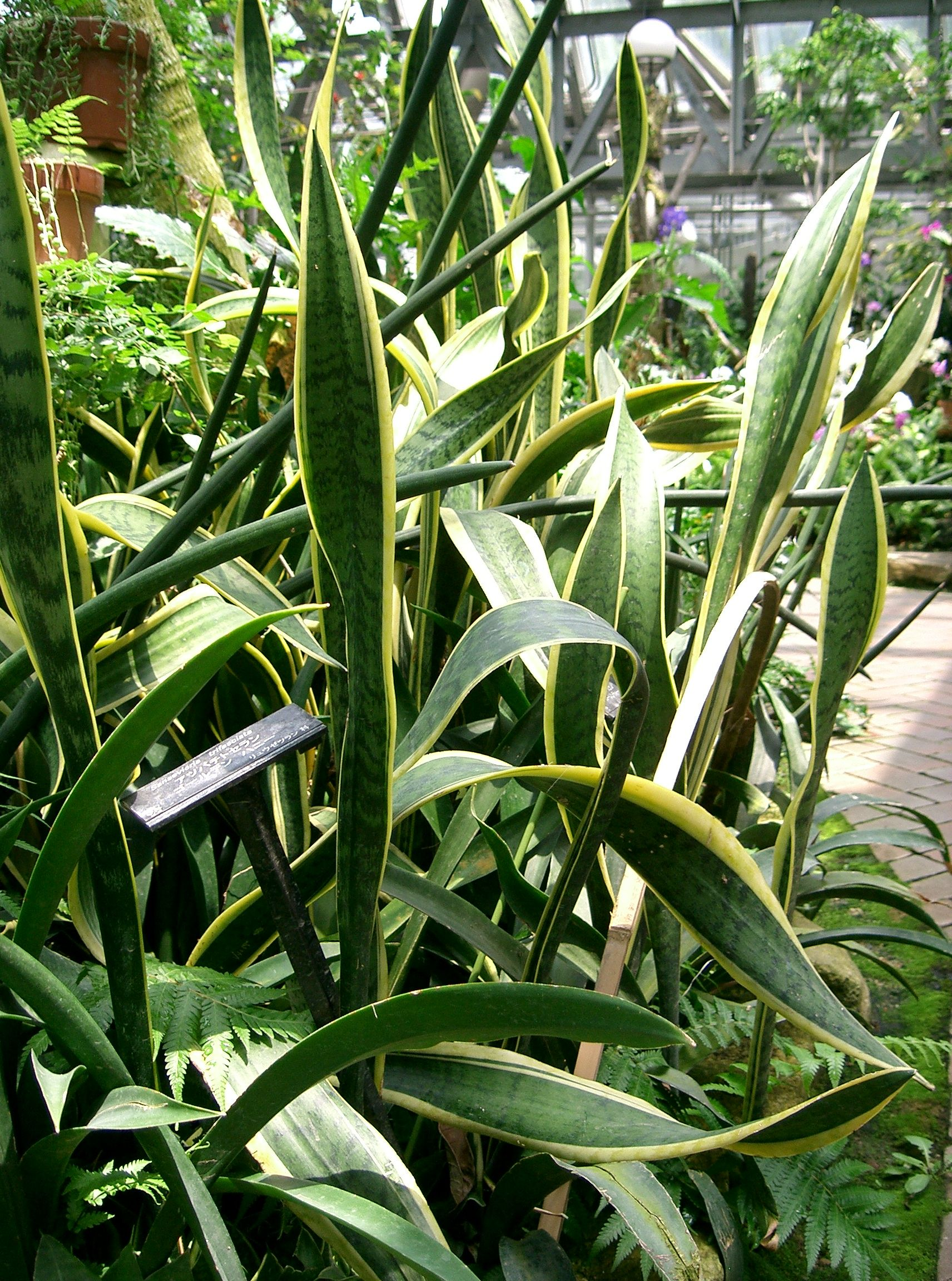
Vista general.

## Descripción
Sansevieria trifasciata es una planta semisuculenta que crece en rosetas basales y verticales, las hojas son erectas, lanceoladas, agudas y rígidas, de 40 a 140 cm de largo y unos 4 a 10 cm de ancho. De diferentes colores y patrones según la variedad, siendo la más común de color verde oscuro con líneas transversales de verde más pálido, los márgenes enteros, verdes o a veces amarillos. La inflorescencia racimosa, ocasionalmente ramificada, de 50–80 cm de largo, no sobrepasando a las hojas, flores 3–8 en fascículos solitarios o agrupados, blanco verdosas, 15–30 mm de largo; tubo del perianto casi de 5 mm de largo, lobos lineares. El fruto es una pequeña baya anaranjada, con una semilla.
La planta intercambia oxígeno y dióxido de carbono mediante el proceso de metabolismo ácido de las crasuláceas, que les permite resistir la sequía. Los poros microscópicos de las hojas, llamados estomas y utilizados para intercambiar gases, solo se abren por la noche para evitar que el agua se escape por transpiración bajo el calor del sol.

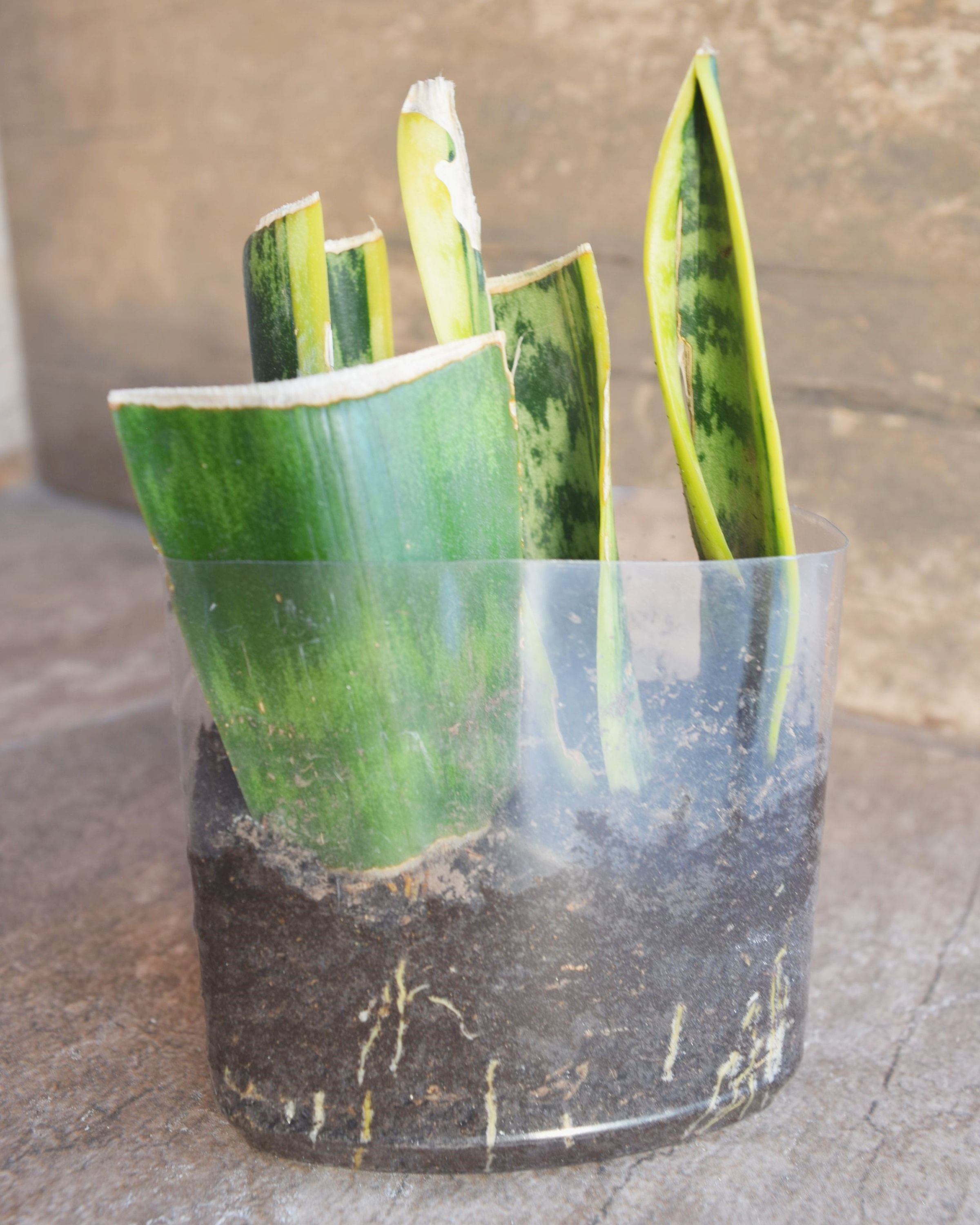
Hoja cortada en trozos convertidos en esquejes.

## Cuidados, cultivo y usos
Es una planta ornamental apta para interiores, además de ser una especie muy resistente a condiciones ambientales desfavorables como el aire seco y caliente, riegos escasos y poca luz, por otro lado, los riegos excesivos pueden causar pudrición, sobre todo cuando la temperatura es baja, por lo que es recomendable esperar a que el sustrato se seque antes de volver a regar. En cultivo de exterior puede tolerar temperaturas cercanas a los 40 °C de máxima y -5 °C de mínima siempre que no sean constantes, siendo el rango óptimo de 18 a 27 °C. Si una planta es cultivada en condiciones de poca luz y se desea reubicarla en un espacio más luminoso, es recomendable dejarla en su nuevo espacio por períodos cortos cada día durante algunas semanas, así se evitan quemaduras en las hojas.
La reproducción puede realizarse de tres formas: La más habitual y preferida es por división de rizomas. En este caso la nueva planta es un clon de la planta madre por lo tanto tendrá las mismas características.
Otra forma de multiplicación es por esqueje, desarrollándose al lado de este una nueva planta pero de características diferentes; es posible que pierda la variegación. Este método se puede realizar con hojas enteras o incluso con trozos de hojas de unos 6 cm de largo o más, siempre procurando que estos queden apuntando hacia arriba como cuando la hoja estaba entera. Se recomienda dejar secar los esquejes por dos o tres días para que los cortes se sequen, evitando que se pudran con facilidad. Una vez secos, pueden ser puestos en agua o directamente en tierra, esta última forma de esquejar tiene la ventaja de producir varias plantas a la vez, y la desventaja de que pueden tardar meses en enraizar y hasta un año en producir plantas nuevas.
Aunque no es tan común, también se puede reproducir por semillas, método que también suele tardar bastante en producir plantas nuevas.

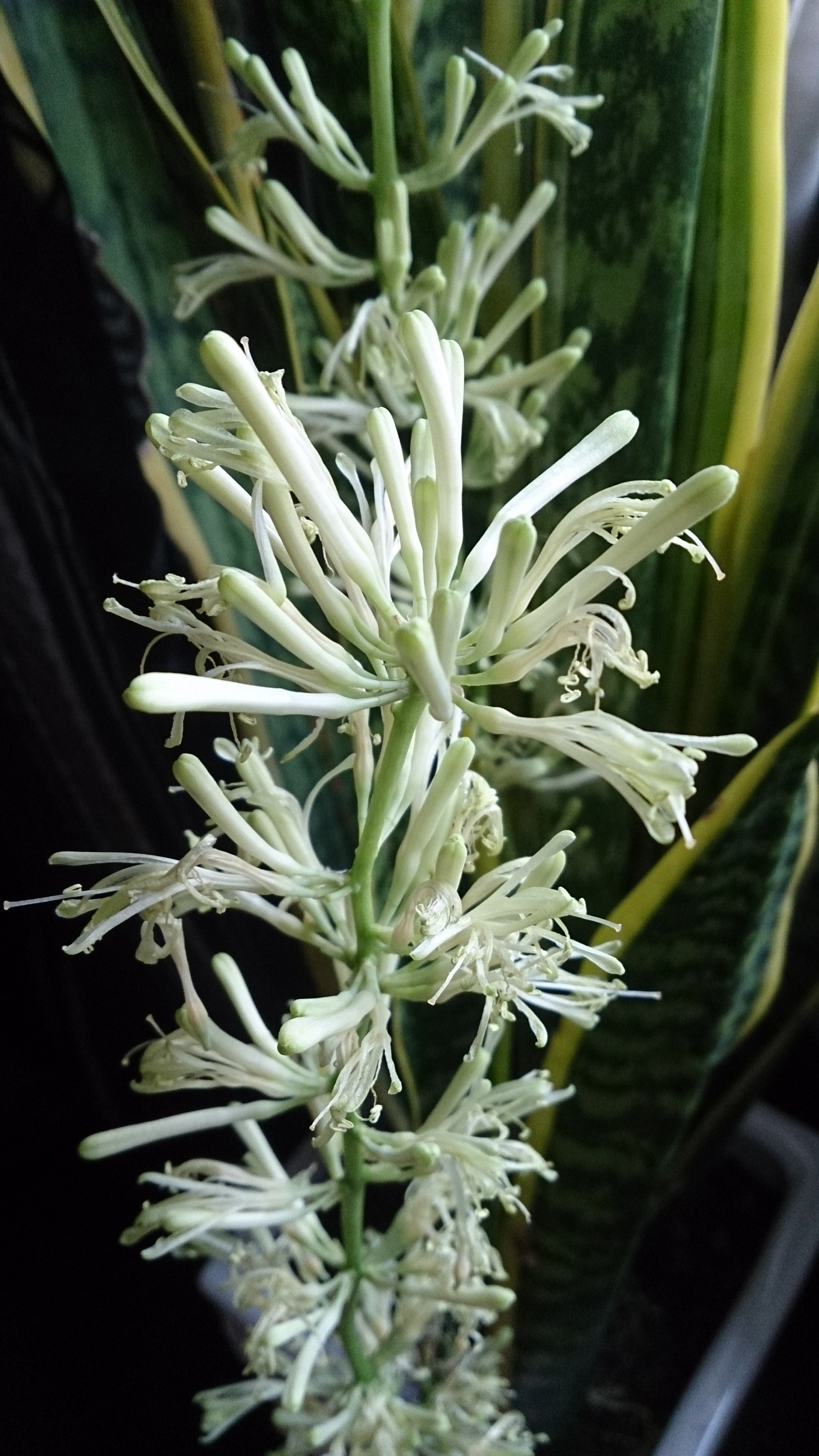
Inflorescencia en detalle.

La NASA ha catalogado esta planta como una especie purificadora del aire, siendo capaz de eliminar compuestos tóxicos como benceno, formaldehído, tricloroetileno, xileno y tolueno. La planta contiene saponinas que son levemente tóxicas para perros y gatos y pueden provocar molestias gastrointestinales si se ingieren.

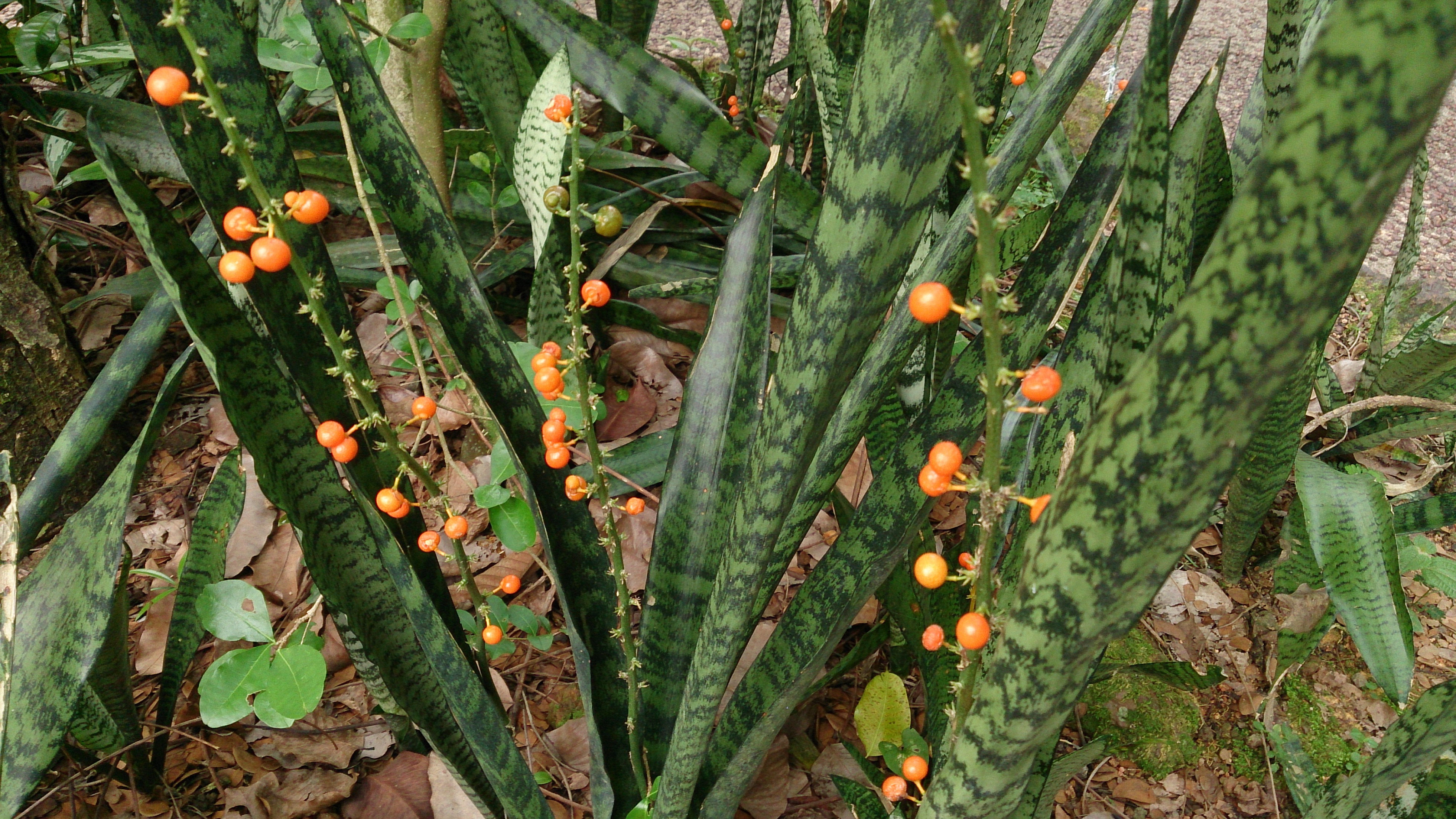
Planta con frutos.

## Taxonomía
Sansevieria trifasciata fue descrita por David Prain y publicado en Bengal Plants 2: 1054, en el año 1903.
Etimología
Sansevieria nombre genérico que debería ser "Sanseverinia" puesto que su descubridor, Vincenzo Petanga, de Nápoles, pretendía dárselo en conmemoración a Pietro Antonio Sanseverino, duque de Chiaromonte y fundador de un jardín de plantas exóticas en el sur de Italia. Sin embargo, el botánico sueco Thunberg que fue quien lo describió, lo denominó Sansevieria, en honor del militar, inventor y erudito napolitano Raimondo di Sangro (1710-1771), séptimo príncipe de Sansevero.
trifasciata: epíteto latino que significa "tres paquetes, grupos".
Sinonimia
- Sansevieria craigii auct.
- Sansevieria jacquinii N.E.Br.
- Sansevieria laurentii De Wild.
- Sansevieria trifasciata var. laurentii (De Wild.) N.E.Br.
- Sansevieria zeylanica var. laurentii (De Wild.) L.H.Bailey[11]

## Nombres comunes
- Sansevieras
- Cola de serpiente (conocida así en Argentina)
- Lengua de suegra (conocida así en España, México, Nicaragua, Costa Rica, Colombia, Cuba, Panamá, Chile, Argentina, Perú, Venezuela y Paraguay)
- Lengua de tigre (conocida así en Colombia)
- Lengua de vaca (conocida así en el sur, sudeste de México y República Dominicana y Ecuador)
- Rabo tigre[12]
- Espada de San Jorge[13]
- Sansiviera
- Espada de rey (conocida así en México)
- Espada de Bolívar (conocida por este nombre en Venezuela)
- Chucho
- Serpentaria (conocida por este nombre en algunas partes de Venezuela)
- Orejas de burro (conocida así en el norte, noroeste de México)

## Variedades y cultivares
Se han seleccionado varios cultivares, muchos de ellos por su follaje abigarrado con rayas amarillas o plateadas en los márgenes de las hojas. Los cultivares populares incluyen 'Compacta', 'Goldiana', 'Hahnii', 'Laurentii', 'Silbersee' y 'Silver Hahnii'. Este último fue descubierto en 1939 por William W. Smith, Jr. en Crescent Nursery Company, Nueva Orleans, Luisiana. La patente de 1941 fue asignada a Sylvan Frank Hahn, Pittsburgh, Pensilvania.
La variedad D. trifasciata var. laurentii, junto con los cultivares de 'Bantel Sensation' y 'Golden Hahni' han ganado el Galardón al Mérito en Jardinería de la Real Sociedad de Horticultura.
- La variedad 'laurentii' puede perder los característicos bordes amarillos en las hojas nuevas si no recibe suficiente luz, sin que esto afecte la salud de la planta.

## Galería

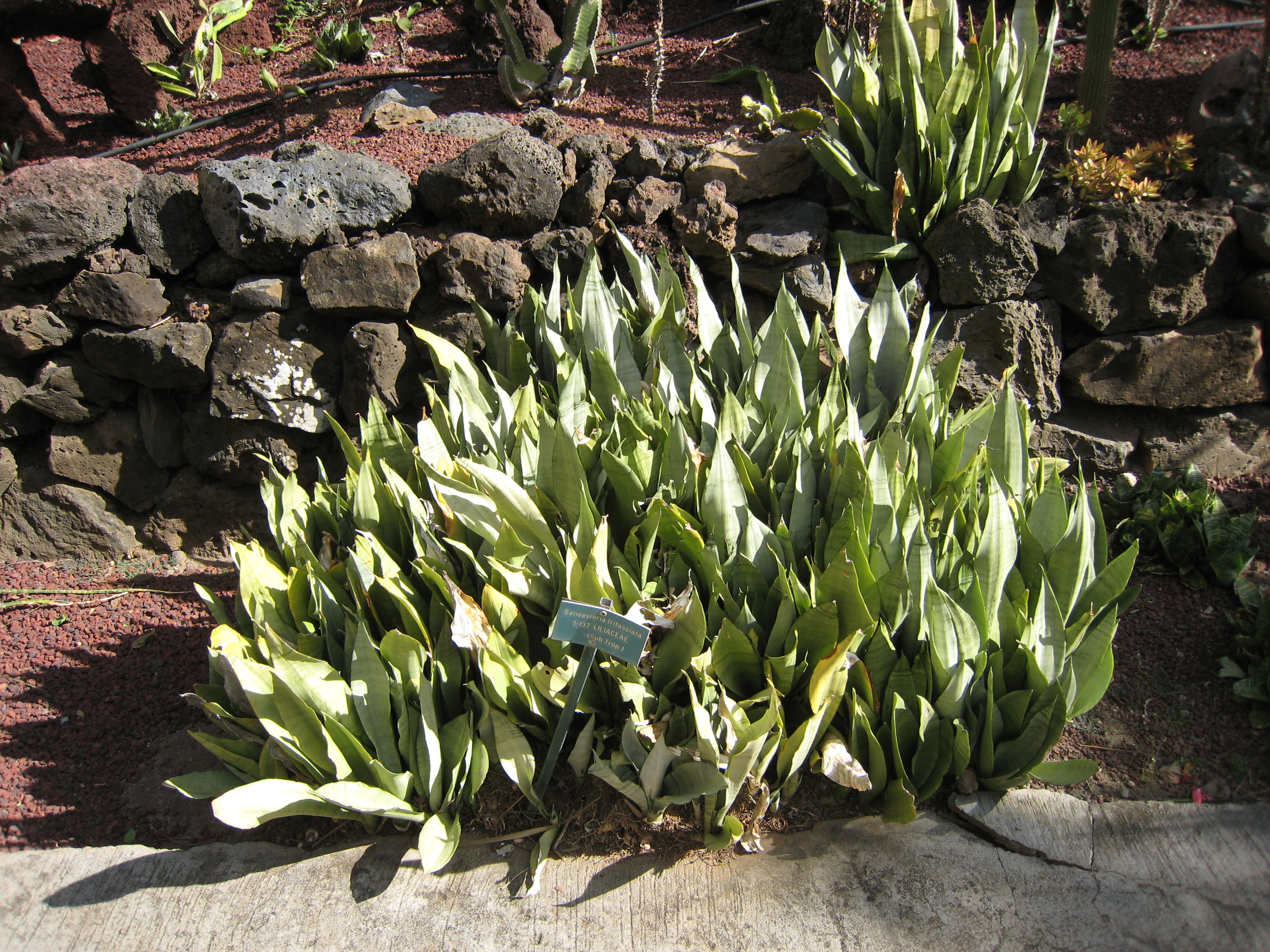
Vista general
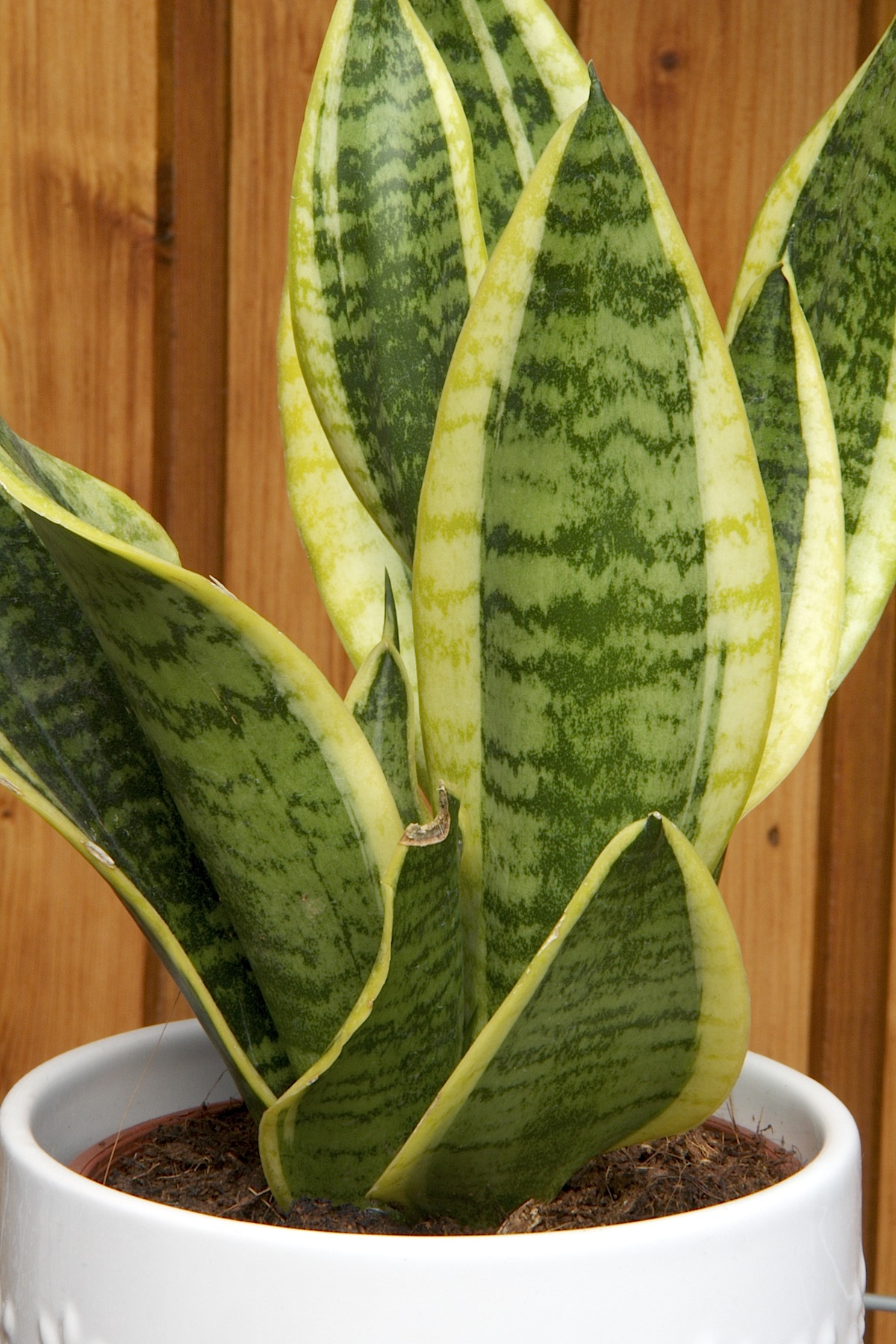
Hojas en detalle
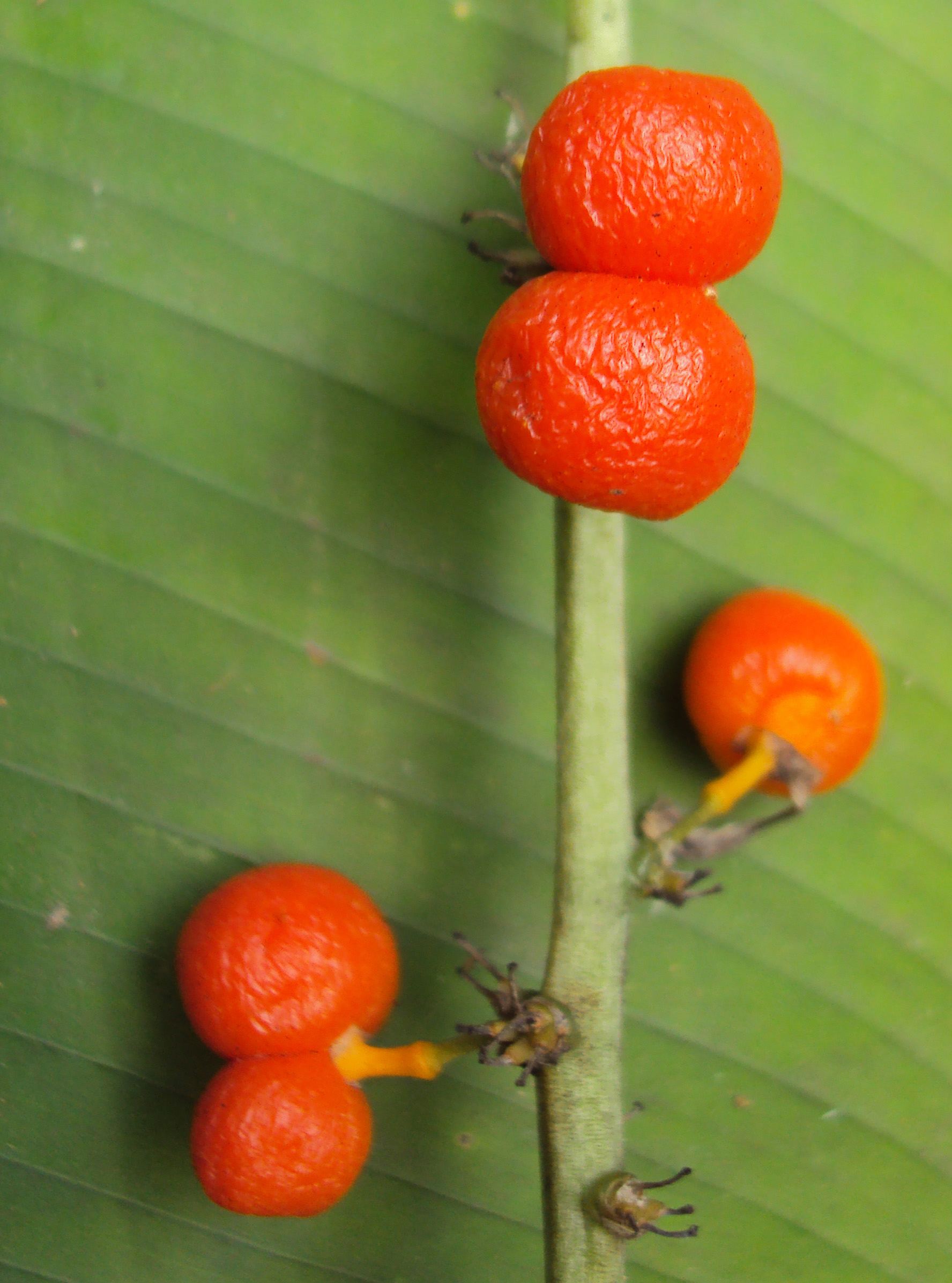
Frutos en detalle
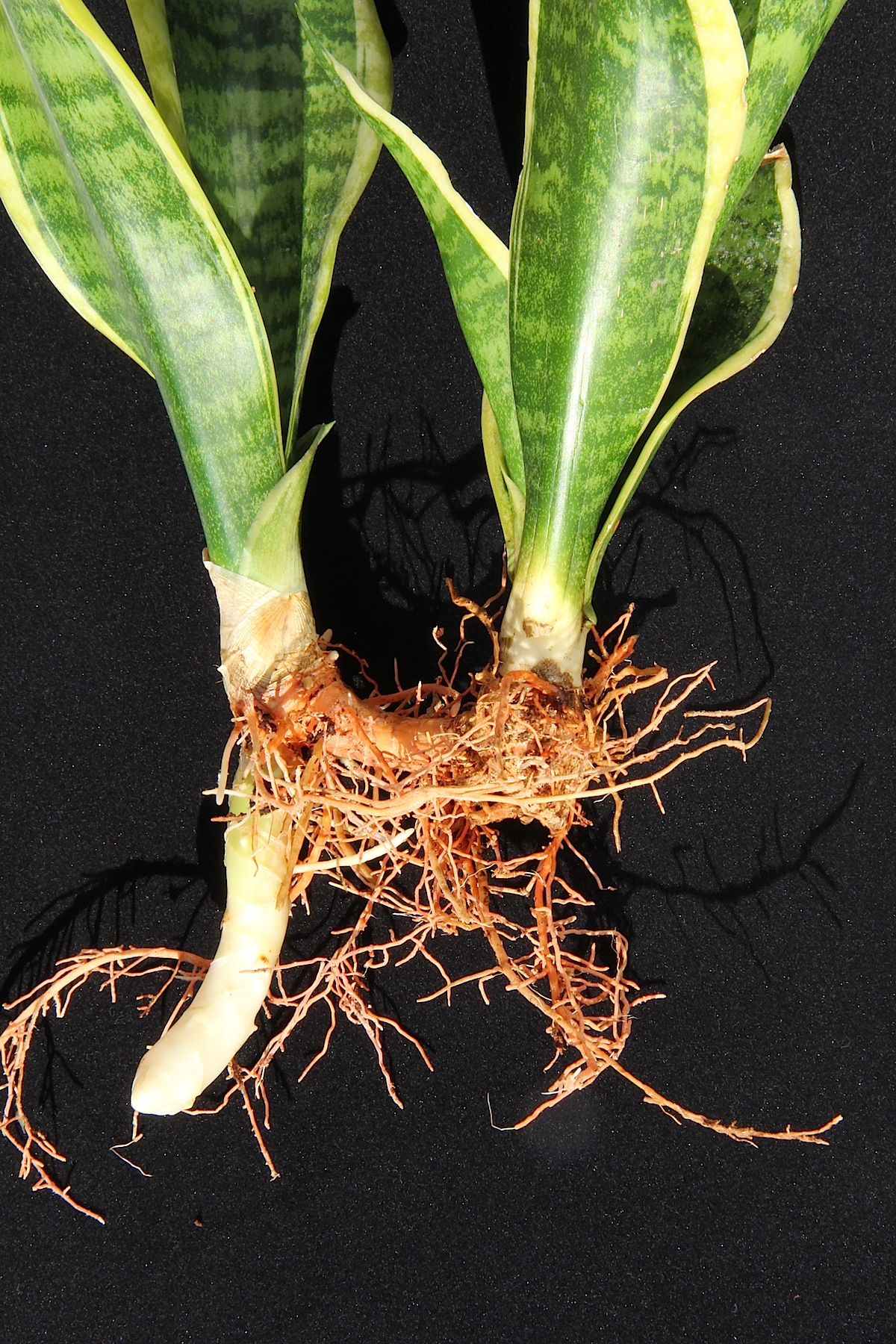
Raíces y rizomas
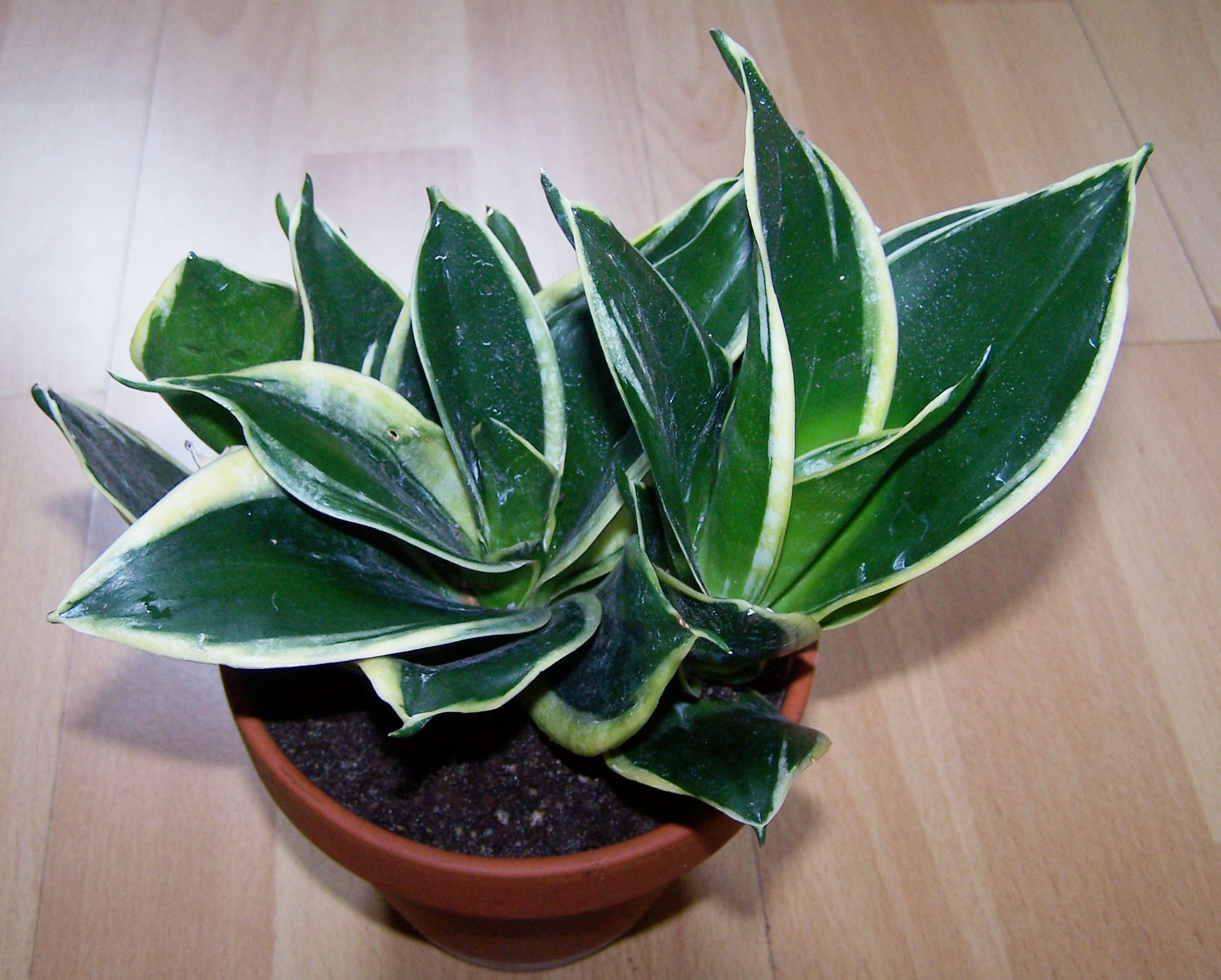
Variedad 'Super Marginata'
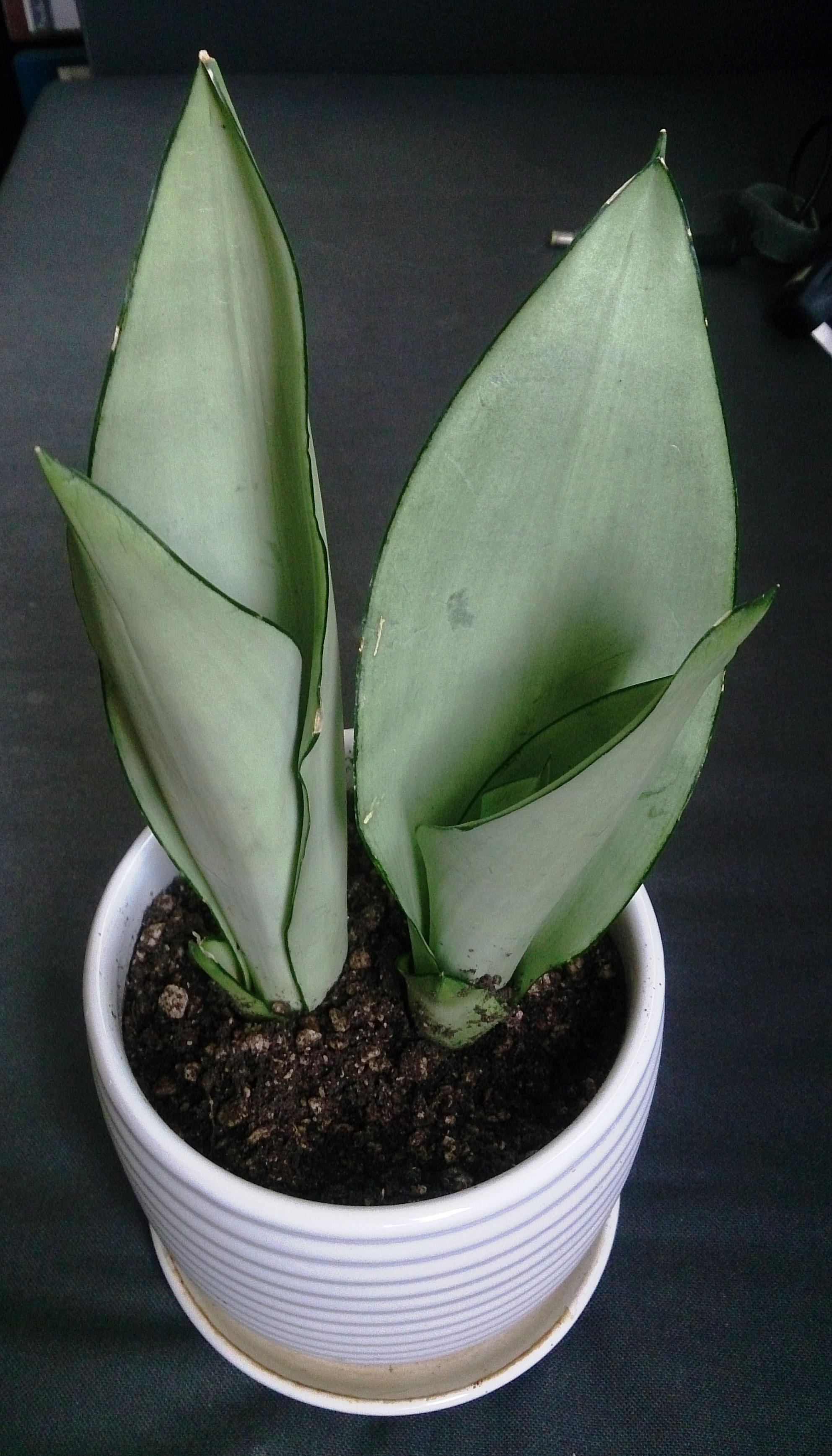
Variedad 'Moonshine'